# (34870) 2001 TS195
2001 TS195 (asteroide 34870) é um asteroide da cintura principal. Possui uma excentricidade de 0.04472380 e uma inclinação de 12.02418º.
Este asteroide foi descoberto no dia 15 de outubro de 2001 por NEAT em Palomar.